# Смирнов Віктор Васильович
Ві́ктор Васи́льович Смирно́в (* 12 березня 1933, Київ, Українська РСР, СРСР) — радянський, український та російський письменник, сценарист і кінодраматург. Заслужений діяч мистецтв УРСР (1977). Лауреат Державної премії РРФСР (1989). Нагороджений золотою медаллю ім. О. Довженка за розробку військової теми в кіно. Отримав премію ТЕФІ 2009 року.

## Біографія
1956 року закінчив факультет журналістики Московського державного університету. 1958 — член союзу журналістів СРСР, спілки письменників СРСР — 1973.
У 1956—1959 роках працював журналістом в Сибіру.
Протягом 1959—1960 років спвробітничав із журналом «Зміна»,
- 1960—1970 — в журналі «Навколо світу».

Автор повістей:
- «Нічний мотоцикліст» − 1968 (перекладена на англійську, болгарську, іспанську, німецьку, польську, сербську, чеську та інші мови),
- «Назад дороги немає» — 1970, у співавторстві з І. Болгариним,
- «Тривожний місяць вересень» — 1971, М., «Молода гвардія»,
- «Жду і сподіваюсь» — 1980; за якими на Київській кіностудії художніх фільмів ім. О. П. Довженка поставлено однойменні кінофільми та телефільми.

Також написав:
- «В маленькому місті Ліді»,
- «Три доби поруч із смертю»,
- «Поєдинок в горах», 1965,
- «Хто п'ятий?», 1965,
- «Тринадцятий рейс»: «Нічний мотоцикліст», «Сіті на ловця», «Тринадцятий рейс», 1968,
- «Зворотнього шляху нема», 1976,
- «Завулки», 1989,
- «Ад'ютант його превосходительства», 2001.

## Україномовні видання
Тривожний місяць вересень.—К.,"Молодь", 1974 р., 304с., 30 тис. пр., серія КОМПАС, перекл. з рос. Олександренка Дмитра, А5, тв. п., іл.

## Фільмографія
Сценарист:
Більшість сценаріїв створена у співавторстві з І. Болгаріним
- «Суворі кілометри»(1969)
- «Назад дороги немає» (1970, кіностудія ім. О. П. Довженка)
- «Нічний мотоцикліст» (1972)
- «Приваловські мільйони»& (1972)
- «Дума про Ковпака» (1975—1977, кінотрилогія, Золота медаль ім. О. П. Довженка, 1979)
- «Тривожний місяць вересень» (1976)
- «Гонки без фінішу» (1977)
- «Тачанка з півдня» (1977)
- «Від Бугу до Вісли» (1980, кіностудія ім. О. П. Довженка)
- «Чекаю і сподіваюсь » (1980)
- «Берег його життя» (1984)
- «Дикий вітер» (1985, СРСР — Югославія)
- «Червоний камінь» (1986)
- «Секретний фарватер» (1986)
- «В Криму не завжди літо» (1987)
- «Втомлене сонце» (1988, СРСР — Північна Корея)
- «Напівімла» (2005)
- «Дев'ять життів Нестора Махна» (2006)
- «Зниклі» (2009)
- «Літо вовків» (2011)
- «Вікінг» (2016)